# Nodoide

La metà di un nodoide generato al computer.

In geometria, un nodoide è una superficie avente curvatura media costante e diversa da zero, e quindi una superficie di Delaunay, ottenuta come superficie di rivoluzione di una catenaria iperbolica: ruotando cioè un'iperbole lungo una linea fissata (facendola quindi rotolare), tracciando il fuoco e rivoluzionando la curva risultante, detta nodaria, attorno alla suddetta linea. Nel 1841, Charles-Eugène Delaunay dimostrò che le uniche superfici di rivoluzione con curvatura media costante erano quelle ottenute ruotando le rullette delle coniche. Queste superfici sono il piano, il cilindro, la sfera, il catenoide, l'onduloide e il nodoide.

## Formulazione
L'equazione differenziale della nodaria è:
{\displaystyle y^{2}+{\frac {2ay}{\sqrt {1+y'^{2}}}}=b^{2}}.
Partendo da questa, siano {\displaystyle \operatorname {sn} (u,k)} la funzione seno di Jacobi,  {\displaystyle \operatorname {cn} (u,k)} la funzione coseno di Jacobi e {\displaystyle \operatorname {dn} (u,k)} un'altra funzione ellittica di Jacobi, sia {\displaystyle \operatorname {E} (u,k)} l'integrale ellittico incompleto di seconda specie e infine sia  {\displaystyle k=\cos(\tan ^{-1}(b/a))}, date queste variabili l'equazione parametrica della nodaria è:
{\displaystyle x(u)=a\operatorname {sn} (u,k)+(a/k){\big (}(1-k^{2})u-E(u,k){\big )}}
{\displaystyle y(u)=-a\operatorname {cn} (u,k)+(a/k)\operatorname {dn} (u,k)}
La formula per la superficie di rivoluzione detta nodoide è quindi: 
{\displaystyle \operatorname {X} (u,v)=\langle \operatorname {x} (u),\operatorname {y} (u)\cos(v),\operatorname {y} (u)\sin(v)\rangle \,}

## Proprietà
La proprietà più interessante del nodoide è il fatto di avere una curvatura media costante. Attraverso l'intera superficie, essa è infatti sempre il reciproco del doppio del valore di a, ossia 1/(2a).
Inoltre, le geodetiche su un nodoide obbediscono alla relazione di Clairaut e il loro comportamento è quindi prevedibile.